# Associatie van waterviolier en sterrenkroos
De associatie van waterviolier en sterrenkroos (Callitricho-Hottonietum) is een associatie uit het verbond van grote waterranonkel (Ranunculion peltati).

## Naamgeving en codering
- Syntaxoncode voor Nederland (rVvN): r05Ca01

De wetenschappelijke naam Callitricho-Hottonietum is afgeleid van de botanische namen van gewoon sterrenkroos (Callitriche platycarpa) en waterviolier (Hottonia palustris).

## Ecologie
De associatie van waterviolier en sterrenkroos verschijnt vooral in kleine, ondiepe watergangen op matig fosfaatrijke zandgrond. Het water zelf is doorgaans mesotroof maar fosfaatarm, zwak gebufferd, helder en zuurstofrijk. Tijdelijk droogvallen wordt goed door deze plantengemeenschap verdragen.

## Vegetatiezonering
In de vegetatiezonering kan de associatie van waterviolier en sterrenkroos contactgemeenschappen vormen met verscheidene andere (min of meer minerotrafente) gemeenschappen uit uiteenlopende klassen. Vaak staat het aan de landzijde in contact met gemeenschappen uit de riet-klasse. Verder grenst de associatie ook vaak aan kleine gemeenschappen uit de eendenkroos-klasse. In open plekken van broekbossen met kwelinvloeden is de associatie een typische inslaggemeenschap in het elzenzegge-elzenbroek.

## Verspreiding
Het verspreidingsgebied van de associatie van waterviolier en sterrenkroos omvat ruwweg de heuvel- en laaglanden van Noordwest- en Centraal-Europa, van het zuiden van Zweden tot in Frankrijk.

## Fotogalerij

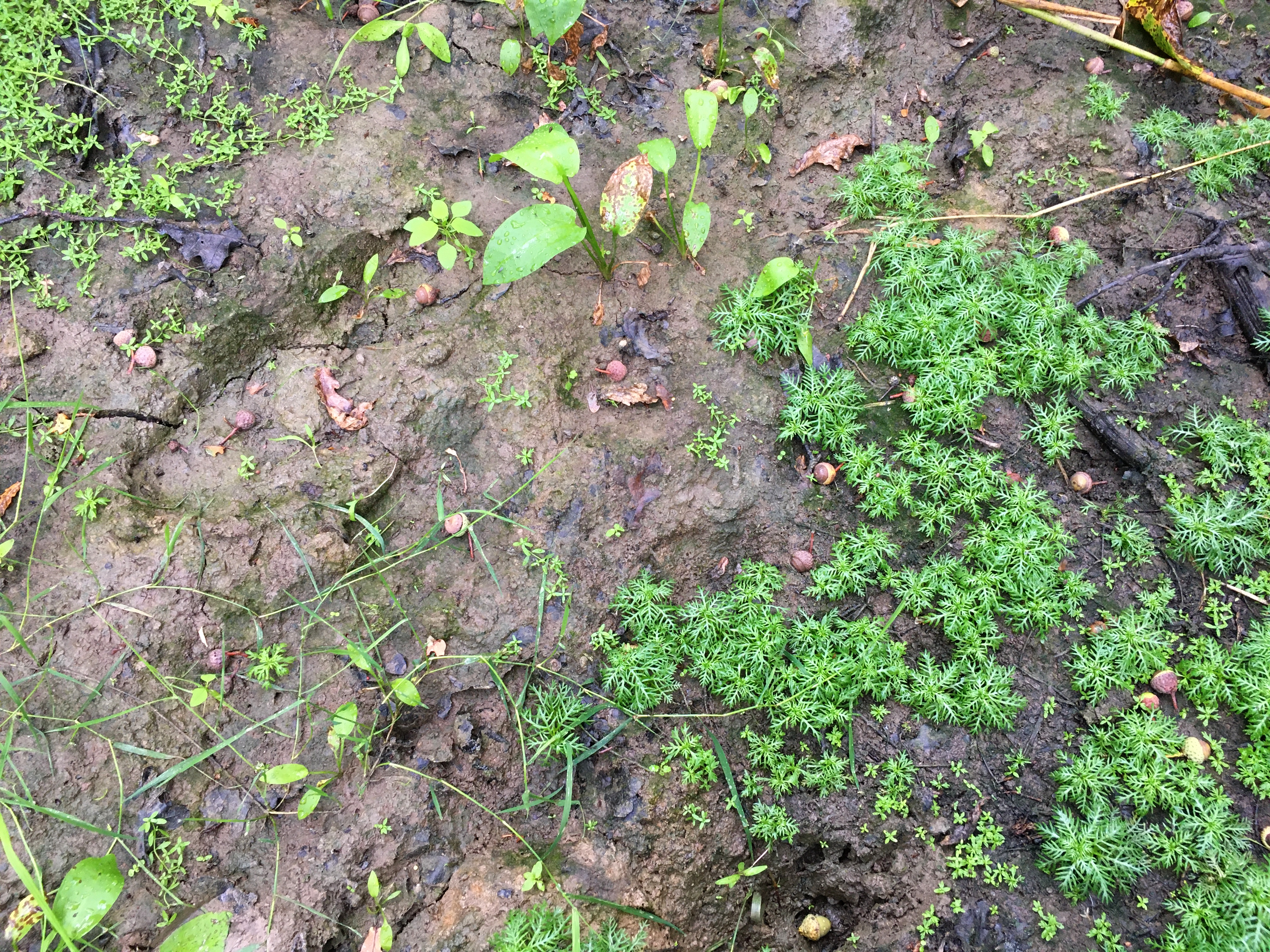
Aspect van de associatie tijdens droogval
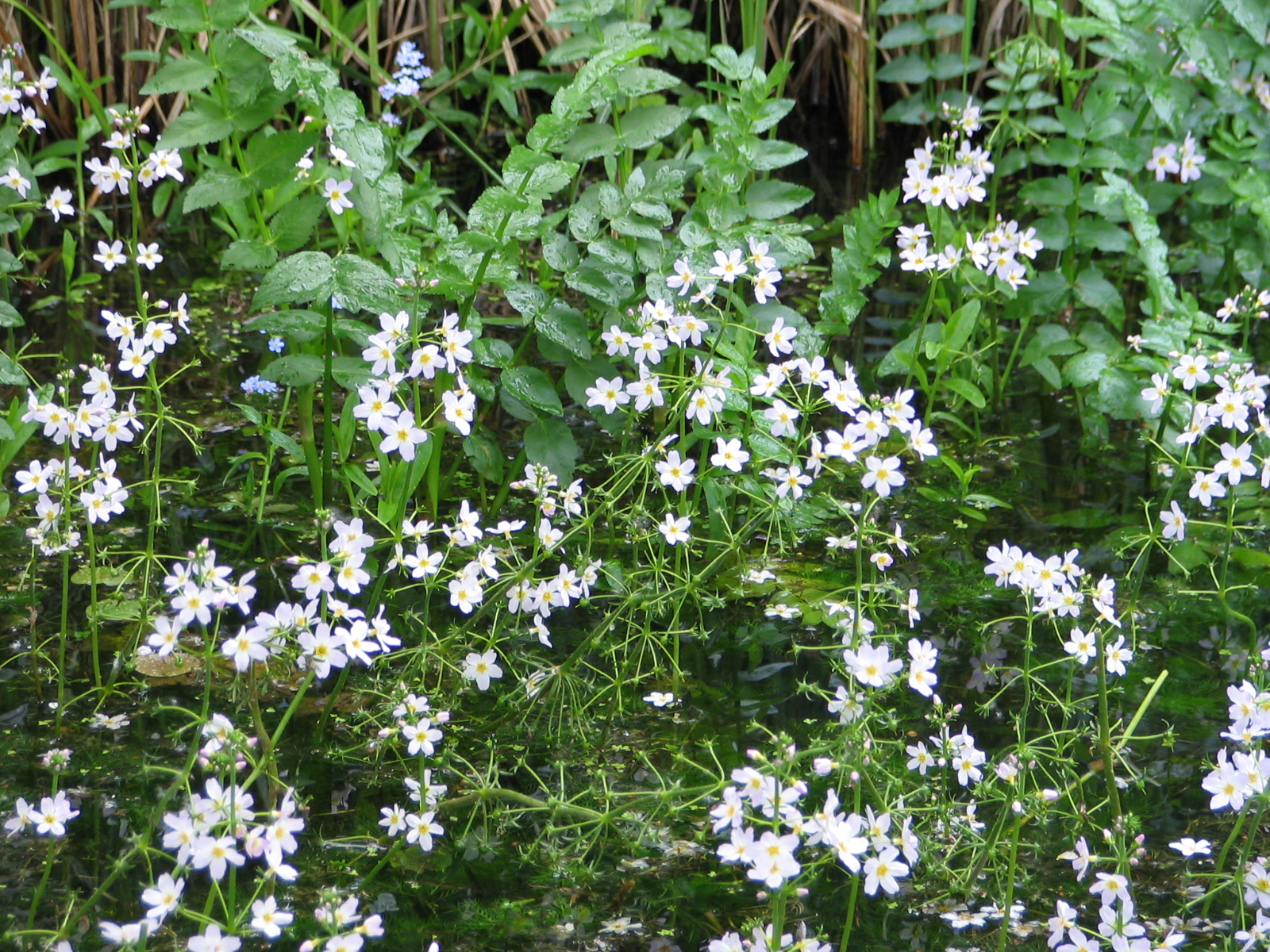
Aspect met rijkbloeiende waterviolier